# Antijob
Antijob — сайт отзывов и социальная сеть для обмена информацией об условиях труда, «виртуальный профсоюз».
Форма деятельности — агрегация негативных отзывов о работодателях с последующей индексацией в поисковых системах.
Сайт существует 18 лет. Проект был создан участниками анархисткой организации «Автономное действие».
Сайт периодически подвергается DDOS-атакам работодателей.

## Идеология проекта
Основным идейным направлением сайта является анархо-коммунизм и либертарный социализм.
Акцент поставлен на вопросах эксплуатации наемных работников, способом противодействия которой — прямое действие и самоорганизация.

## Редакционная политика сайта
Основным принципом проекта является «презумпция классовой виновности». Необъективность отзывов признается, но трактуется как симметричный ответ на условия наемного труда.
При приеме на новую работку любой конфликт на прошлой обычно трактуется не в пользу сотрудника. Ну а мы через симметричную призму воспринимаем жалобы, приходящие нам от работников.
Проект не оказывает коммерческих услуг по управлению репутацией. Удалить отзыв может только автор.
Начиная с 2018 года, заблокированные Роскомнадзором отзывы заменяются текстом с использованием ссылки на решение суда, в котором можно найти сам отзыв.
Отзывы имеют три статуса: анонимный, доверительный и заверенный. Статус зависит от указанной пользователем информации.

## Судебные иски и блокировки
Сайт неоднократно подвергался блокировкам, за 2017—2019 год сайт блокировался дважды. Причиной были решения арбитражных судов. В результате удаления указанных в решениях отзывов сайт исключался из «Единого реестра запрещенных сайтов». Коллектив проекта выпустил заявление, в котором описал причины удаления отзывов. С 2018 года вместо полного удаления страницы на сайте размещается ссылка на решение суда, в котором, как правило, имеется удаленный с сайта текст.
На сайте-картотеке Арбитражного суда содержится упоминание, по меньше мере, 14 исков против администрации сайта.